# ثائر علي ديب
ثائر أحمد علي ديب (4 يناير 1962- ) كاتب ومترجم وطبيب بشري سوري، تخرّج في جامعة تشرين-اللاذقية، متفرّغ كلياً للترجمة والعمل الثقافي.

## المؤسسات والعضويات
- عضو الهيئة الاستشارية لسلسلة «ترجمان» التي يصدرها المركز العربي للأبحاث ودراسة السياسات.
- عضو الهيئة الاستشارية لمشروع «نقل المعارف» الذي شرعت به وزارة الثقافة البحرينية بالتعاون مع اليونسكو.
- أدار منذ العام 2012 تحرير فصلية «تبيّن» المحكّمة المعنية بالدراسات الفكرية والثقافية التي تصدر عن المركز العربي للأبحاث ودراسة السياسات.
- عمل في الهيئة العامة السورية للكتاب (مديرية التأليف والترجمة سابقاً)، وزارة الثقافة السورية، وعمل فيها مديراً للترجمة لفترة. كان رئيساً لتحرير مجلة «جسور»، وهي فصلية تُعنى بالترجمة ودراساتها تصدرها الهيئة العامة السورية للكتاب، وزارة الثقافة.
- عضو جمعية الترجمة في اتحاد الكتاب العرب.
- عضو هيئة تحرير مجلة «الآداب العالمية» التي تصدر عن اتحاد الكتاب العرب، دمشق.
- كاتب مواظب في الصحافة الثقافية والفكرية العربية، وله كثير من الدراسات والأبحاث المنشورة في الدوريات العربية.
- حرر عدداً من المواد في «الموسوعة العربية» التي تصدرها الهيئة العامة للموسوعة العربية دمشق.

## الكتب المترجمة
1. البيت الذي شيّده سويفت (مسرحية)، غريغوري غورين، وزارة الإعلام، الكويت، سلسلة «من المسرح العالمي» (251)، 1991.
2. الدافع الجنسي، ثيودور رايك، دار الحوار، اللاذقية، 1992.
3. الحب بين الشهوة والأنا، ثيودور رايك، دار الحوار، اللاذقية، 1992.
4. نظرية الأدب، تيري إيغلتون، وزارة الثقافة، دمشق، 1995.
5. الحريم الفرويدي، بول روزن، دار كنعان، دمشق، 1995.
6. فرويد وبوذا، إريك فروم، دار نون، اللاذقية، 1996.
7. التصوف البوذي والتحليل النفسي، د. ت. سوزوكي، دار الحوار، اللاذقية، 1996.
8. نشوء الرواية، إيان واط، دار شرقيات، القاهرة، 1997.
9. إله التوراة: سيرة، جاك مايلز، دار الحوار، اللاذقية، 1998.
10. إنجيل الابن (رواية)، نورمان ميلر، دار الطليعة الجديدة، دمشق، 1998.
11. التزامن: العلم والأسطورة والألعبان، آلان كومبس ومارك هولند، دار إيزيس، دمشق، 1999.
12. أوهام ما بعد الحداثة، تيري إيغلتون، دار الحوار، اللاذقية، 2000.
13. فكرة الثقافة، تيري إيغلتون، دار الحوار، اللاذقية، 2001
14. العسل (رواية)، زينة غندور، دار الآداب، بيروت، 2002.
15. كلود ليفي شتراوس، إدموند ليتش، وزارة الثقافة، دمشق، 2002.
16. بؤس البنيوية، ليونارد جاكسون، وزارة الثقافة، دمشق، 2002.
17. تأملات في المنفى، إدوارد سعيد، دار الآداب، بيروت، 2003.
18. فرويد وغير الأوروبيين، إدوارد سعيد، بالمشاركة، دار الآداب، بيروت، 2003.
19. موسوعة تاريخ الأديان، 1+2، بالمشاركة، دار علاء الدين، دمشق، 2003-2004.
20. موقع الثقافة، هومي ك. بابا، المجلس الأعلى للثقافة–القاهرة، 2004.
21. ثلاثة وعشرون عاماً: دراسة في السيرة النبوية المحمدية، علي الدشتي، دار بترا، دمشق، 2004.
22. الاستشراق وما بعده، إعجاز أحمد وإدوارد سعيد، دار ورد، دمشق، 2004.
23. ثقافة الطائفية: الطائفة والتاريخ والعنف في لبنان القرن التاسع عشر، أسامة مقدسي، دار الآداب، بيروت، 2004.
24. سيكولوجيا العلاقات الجنسية، تيودور رايك، دار المدى، دمشق- بغداد، 2005
25. المخاطر: أميركا في الشرق الأوسط، شبلي تلحمي، العبيكان، الرياض، 2005.
26. الترجمة والإمبراطورية، دوغلاس روبنسون، المجلس الأعلى للثقافة، القاهرة، 2005.
27. العلاج النفسي بين الشرق والغرب، آلن واطس، وزارة الثقافة، دمشق، 2005.
28. العقل المحيط: مستويات الوعي البشري الثلاثة وكيف تصوغ حياتنا، ستانيسلاف غروف، دار العين، القاهرة، 2005.
29. الأقسام الفاعلة: بناء ثقافات التميّز وتعزيزها في البرامج الأكاديمية، جون ف. ورغن، العبيكان، الرياض، 2006.
30. رأس المال لكارل ماركس: سيرة، فرانسيس وين، العبيكان، الرياض، 2007.
31. تشارلي ومصنع الشوكولا (رواية للأطفال)، رولد دال، وزارة الثقافة، دمشق، 2007.
32. السينما والتلفزيون بعد 11/9، مجموعة من الكتّاب، مهرجان الشرق الأوسط السينمائي الدولي، أبو ظبي، 2008.
33. الاستغراب: موجز تاريخ النزعات المعادية للغرب، إيان بوروما وأفيشاي مرغليت، العبيكان، الرياض، 2008.
34. إله التوراة: سيرة، جاك مايلز، دار الفرقد، دمشق 2008.
35. علامات أُخِذَت على أنها أعاجيب: سوسيولوجيا الأشكال الأدبية', فرانكو موريتي، المركز القومي للترجمة، القاهرة، 2009.
36. الجماعات المُتَخَيَّلة: تأملات في أصل القومية وانتشارها'، بندكت أندرسن، دار قدمس، دمشق، 2009، والمركز العربي للأبحاث ودراسة السياسات، الدوحة وبيروت، 2014.
37. الخفّ الذهبي: حكايات شعبية من صربيا، مشروع كلمة، أبو ظبي، 2010.
38. الراعي والأميرة: حكايات شعبية من صربيا، مشروع كلمة، أبو ظبي، 2010.
39. الحياة اليومية في العهد الجديد، جيمس. و. إرماتنغر، مشروع كلمة، أبو ظبي، 2010.
40. النظرية النقدية: مدرسة فرانكفورت، آلان هاو، المركز القومي للترجمة ودار العين، القاهرة، 2010.
41. المراسلون العظماء، ديفيد راندال، مكتبة العبيكان، 2011.
42. أطلس القاهرة الأدبي: مائة عام في شوارع القاهرة، سامية محرز، دار الشروق، القاهرة، 2012.
43. حذار من الدول الصغيرة، ديفيد هيرست، دار الرمال- قبرص، 2013.
44. 1- نزع مادية كارل ماركس: الأدب والنظرية الماركسية، ليونارد جاكسون، المركز القومي للترجمة، القاهرة, 2014.
45. هرمان هيسه: سيرة مصورة، فولكر ميتشلز، دار فواصل، اللاذقية، سوريا 2018.
46. أصول الصفويين: تشيّع وتصوّف وغلوّ، ميشيل مزاوي، المركز العربي للأبحاث ودراسة السياسات، الدوحة –بيروت، 2019.
47. في النظرية: طبقات، أمم، آداب، إعجاز أحمد، المركز العربي للأبحاث ودراسة السياسات، الدوحة –بيروت، 2019.
48. الدراسات العربية وانتفاضات الربيع العربي، باربرة وينكلر وآخرون، دار المشرق، بيروت، 2019.
49. في الترجمة، بول ريكور وريتشارد كيرني، دار الأدهم- القاهرة، 2021.
50. التاريخ عند نهاية التاريخ العالمي. تأليف: راناجيت غها، 2019.[2][3]
51. تقديم الذات في الحياة اليومية، إرفنغ غوفمان، دار معنى للنشر والتوزيع، السعودية، 2021.
52. من الأزمة إلى التغيير: ما الانتقال العادل؟ كالي أكونو، كاتي ساندويل، ليدا فوريرو، جارون براون، نُشر بالتعاون مع المعهد العابر للقوميات وتحالف العدالة العالمية القاعدية، أمستردام، 2022.
53. رضّة الولادة وأهميتها في التحليل النفسي، أوتو رانك, الرياض, ، دار صفحة 7، 2022.
54. الإنسانيات في القرن الحادي والعشرين، إعداد بربارة وينكلر، بيآتا أولريكه لا سالا، جيني راحيل أوستيرله، نهى الشعّار، الأكاديمية العربية الألمانية للباحثين الشباب في العلوم والإنسانيات (AGYA)، 2022.
55. الحياة اليومية لليونانيين القدماء، روبرت غارلاند، الهيئة العامة السورية للكتاب، وزارة الثقافة السورية، 2023.
56. الماشية والمناخ وسياسات الموارد، إيان سكونز، منشورات المعهد العابر للقوميات (TNI) وشبكة سيادة، 2023.

### يصدر قريباً:
1-  عنصريات: من الحروب الصليبية إلى القرن العشرين، فرانسيسكو بيتنكور.
2-  اليد، وكيف يصوغ استخدامها الدماغ واللغة والثقافة البشرية, فرانك. ر. ويلسون.
3-   أسْفَارُ الأُلْعُبَان: مسلمٌ من القرن السادس عشر بين عالمين، ناتالي زيمون ديفيز.
4-   ما بعد النظرية، تيري إيجلتون.
5-   الفلّاحون وفنّ الزراعة، يان داو فان دِر بلوخ.
6-   النُّظُم الغذائية والمسائل الزراعية، فيليب ماكمايكل.

## من الأبحاث والمقالات المترجمة:
مجلة جسور (دمشق):
-      "الترجمة بوصفها إمبراطورية"، دوغلاس روبنسون، العدد: 1، 1 يناير 2009.
مجلة تبيّن (الدوحة-بيروت):
-     "شَكْلان من المادية الثقافية: المادية في الأنثروبولوجيا وفي الدراسات الثقافية"، ليونارد جاكسون، العدد1، صيف 2012.
-      "الرواية: التاريخ والنظرية"، فرانكو موريتي"، العدد: 2، خريف 2012.
-     "قاموس أوكسفورد للعلوم الاجتماعية: كَلِمٌ إحدى عشرةَ في الدستور والدستورية"، العدد 3، شتاء 2013.
-      "التخطيط الدستوري في مجتمعات منقسمة"، إريند ليبهارت، العدد: 4، ربيع 2013.
-     "القومية الغربية والقومية الشرقية هل ثمة فارق مهم؟"، بندكت أندرسن، العدد: 6، خريف 2013.
-     "فلفشة مكتبتي"، فالتر بنيامين، العدد: 13، صيف 2015.
مجلة عمران (الدوحة-بيروت):
-     "إعادة إدراج الاقتصاد السياسي في تحليل السياسات والحركة الفلسطينية"، توفيق حداد، العدد 8، ربيع 2014.
-     "المعرفة الاستعمارية"، توني بالَنتاين، العدد 17، صيف 2016.
-     "زَمَنُ المُهَاجِر"، راناجيت غُهَا، العدد 24، ربيع 2018.
-     "الأفعال الأدائية وتكوين الجندر: مقالة في الظاهراتية والنظرية النسوية"، جوديت بتلر، العدد 25، صيف 2018.
-     "قوة الروابط الضعيفة"، مارك س. غرانوفيتر، العدد 26، خريف 2018.
-     "رأس المال الاجتماعي: أصوله وتطبيقاته في علم الاجتماع الحديث"، أليخاندرو بورتيز، العدد 27، شتاء 2019.
-     "نظرية في البنية: الثنائية والفاعلية والتحوّل"، وليم هـ. سيول الابن، العدد 28، ربيع 2019.
-     "حول إِعْمَال الوجه: تحليل ٌ للعناصر الشعائرية في التفاعل الاجتماعي"، إرفنغ غوفمان، العدد 30، خريف 2019.
-     "مَفْهَمَةُ الوَصْمَة"، بروس ج. لينك و جو ك. فيلان، العدد 31ـ شتاء 2020.
-      "الذكورة المهيمنة: إعادةُ نظرٍ في المفهوم"، ر. و. كونيل وجيمس و. ميسِرشميت، العدد 32، ربيع 2020.
-      "الهويّة الجمعيّة والحركات الاجتماعيّة"، فرانشيسكا بوليتا وجيمس م. جاسبر، العدد 33، صيف 2020.
-      "صمود عابر للمناطق: ردود اللاجئين على أنظمة القمع المتعدّدة في مخيم برج البراجنة"، رامي رميلة، العدد 45، صيف 2023.
مجلة أسطور (الدوحة-بيروت):
-     "دراسات التابع والتأريخ ما بعد الكولونيالي"، ديبيش شاكرا بارتي، العدد 3، كانون الثاني/ يناير 2016.
-     "شعريّة ُ التاريخ"، هايدن وايت، العدد 4، تموز، يوليو 2016.
-     "معرفة الحياة اليومية الماركسية بوصفها معرفةً نقديةً بالحياة اليومية"، هنري لوفيفر، العدد 5، كانون الثاني/ يناير 2017.
-     "نثر مكافحة التمرد"، راناجيت غُها، العدد 6، تموز، يوليو 2017.
-     "التاريخ الجزئي: شيئان أو ثلاثة أشياء أعرفها عنه"، كارلو غينسبورغ، العدد 7، كانون الثاني/ يناير 2018.
-     "الجبن والديدان: عالَم طحّان من القرن السادس عشر: مقدمة الطبعة الإيطالية"، العدد 8، تموز/ يوليو 2018.
-     "القوّة في الحكاية"، ميشيل رولف ترويو، العدد 9، كانون الثاني/ يناير 2019.
-     "السرد والعالم الواقعي"، ديفيد كار، العدد 10، تموز، يوليو 2019.
-      "قيمة السرد في تمثيل الواقع"، هايدن وايت، العدد 11، كانون الثاني/ يناير 2020.
-      "أسْفَارُ الأُلْعُبَان: مسلم ٌ من القرن السادس عشر بين عالمين"، ناتالي زيمون ديفيز، العدد 13، كانون الثاني/ يناير 2021.